# Jan Carel Ferdinand d'Aulnis de Bourouill

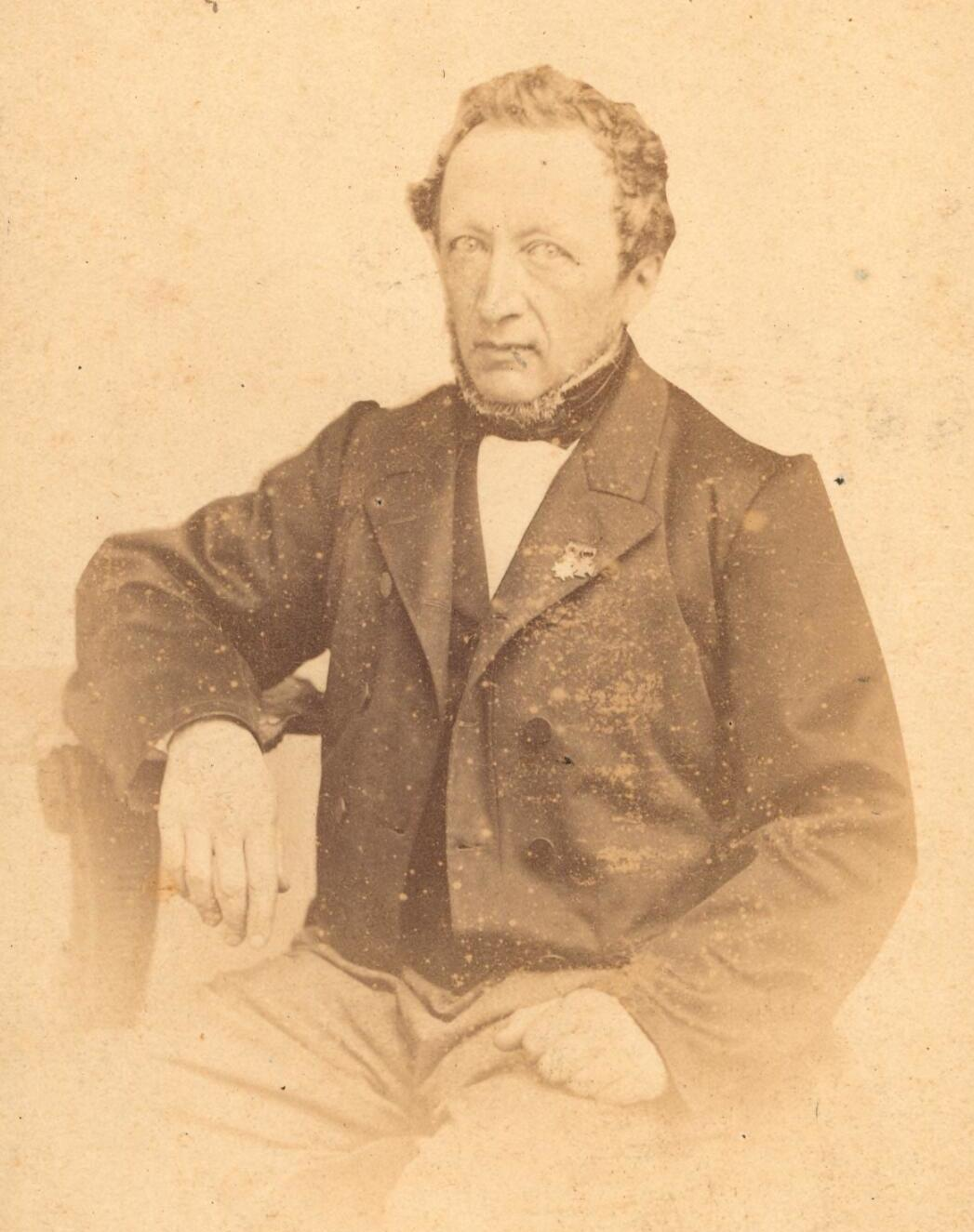
Jan Carel Ferdinand d'Aulnis de Bourouill

Jan Carel Ferdinand baron d'Aulnis de Bourouill (Leek, Huis Bijma, 29 juli 1811 - Velp, 9 september 1883) was een Nederlands jurist, burgemeester, officier van justitie en procureur-generaal.
Carel d'Aulnis was de zoon van Justus Hendrik Ludovicus d'Aulnis de Bourouill en Catharina Clara von Inn- und Kniphausen. Zij woonden op Huis Bijma in Groningen. Zijn vader was maire van Oldekerk, vrederechter voor het kanton Leek, lid van de Provinciale Staten en adjunct-houtvester van het Westerkwartier, en werd door Koning Willem I erkend als lid van de Nederlandse adel. Zijn grootvader, overgrootvader en betovergrootvader waren militair. Carel werd vernoemd naar oom mr Jan Carel Ferdinand baron von Inn- und Kniphausen.
Carel studeerde rechten aan de Rijksuniversiteit Groningen, waar hij in 1833 promoveerde met een dissertatie over 'Het openbaar testament naar het hedendaagsch recht'. Als student nam hij met Groningse en Franeker studenten vrijwillig deel aan de Tiendaagse Veldtocht (1831). Hij werd onderscheiden met het Metalen Kruis.
D'Aulnis trouwde op 25 mei 1838 in Groningen met Catharina Johanna Quintus (1819 - 1857); het echtpaar kreeg 14 kinderen. Hun vijfde zoon was Ferdinand Folef d'Aulnis de Bourouill en hun dochter Wibbina Maria huwde met de internationaal bekende wiskundige Diederik Johannes Korteweg. Nauwelijks woonde het gezin in de Peperstraat (nu Parade 13) in Den Bosch of zijn echtgenote overleed in het kraambed. Hun oudste kind was pas veertien jaar. Zijn ongetrouwde oudere zuster Anna nam de huishouding op zich en verzorgde het sociale leven.
Hij was lid van de Provinciale Staten van Groningen, burgemeester van Hoogkerk (1835-1838) en (vanaf 1853) officier van justitie in Groningen. In 1857 werd hij benoemd tot procureur-generaal bij het gerechtshof van Noord-Brabant, dat toen achttien jaar bestond. Hij volgde mr. P.J.A.M. van der Does de Villebois (1816-1892) op en werd de zesde Procureur-Generaal. Hij bleef daar ruim twintig jaar. Net voor zijn komst werd op 4 juni 1856 voor het laatst de doodstraf uitgevoerd. In 1870 werd hij afgeschaft.
In april 1877 legde hij zijn ambt neer en ging in Arnhem wonen. Hij werd op 12 september 1883 begraven op de begraafplaats Moscowa.
Hij was lid van de ridderschap van Groningen sinds 1836, commandeur in de Orde van de Nederlandse Leeuw en ridder van het Metalen Kruis.
- Biografisch Portaal: 01269070
- International Standard Name Identifier: 0000 0003 8770 6104
- Nederlandse Thesaurus van Auteursnamen: 128491663
- Virtual International Authority File: 280723166
- WorldCat: E39PBJxxcPW73bY4Jk9TRYbrv3